# Пшеничево
Пшеничево е село в Южна България. То се намира в община Стара Загора, област Стара Загора.

## География
Село Пшеничево е разположено на югоизток от Стара Загора, на твърде подходяща за селище местност, на висок вододел на две реки. Селото заема малка площ от 12,500 дка и релефът му е равнинен. Кмет на селото е Елена Костадинова.

## Култура
В селото има действащо читалище "Напредък" с библиотека от 5 455 тома книги.
За хората от третата възраст има Пенсионерски клуб, добре подреден и уютен, приятно място за срещи и мероприятия на пенсионерите. Има певчески хор за народна музика.
Честват се всички официални и православни празници – Коледуване, Лазаруване, Великден, а Празника на селото се провежда на Осми ноември, който съвпада с християнския празник "Св. Архангел Михаил". Този празник е повод за събиране на родове, близки и приятели.

## Бизнес
Основен поминък са земеделието и животновъдството. Двама по-крупни арендатори и двадесет малки земеделски производители обработват плодородната земя на Пшеничево.
В селото имаше два магазина за хранителни стоки, но остана само един единствен.
ИНИЦИАТИВИ
В последните две години са решени трупани с години проблеми в селото. Ремонтирана е единствената асфалтирана улица в селото. Подменена е оградата и ремонтирана сградата на гробищния парк. Монтирана е метална автобусна спирка. Направен е частичен ремонт на покрива на читалищната сграда. За обновяване на парка в центъра на селото има изготвен проект, който чака одобрение от Министерството на околната среда и водите.

## История
За времето кога е основано селото няма данни, но по предания се знае, че първоначално е било заселено североизточно от сегашното си местонахождение в местността „Висаля" - сега Сърневско землище. Колко години е просъществувало тук и как се казвало не се споменава в преданието. До освобождението от османско населението е било турско и българско, но в скоро време турците се изселили и остават само българи. От деветте къщи, които са образували село Бююк Дуванджа се предполага, че само родът на „Чавзарята" е оцелял, а всички останали родове са преселници от другаде. След освобождението от османско владичество селото е наименува Голямо Дуванджии. През 1906 г. се преименува на Соколово ("дуван" на български означава "сокол"). От 1950 год. досега носи името Пшеничево.
Селото не е останало чуждо на революционното движение. При подготовката на всенародното въстание селото взема дейно участие. Според разкази на дядо Марин Генев Крушков, Васил Левски е идвал в селото като гост на братята Петко и Желязко Люцканови – синове на дядо Люцкан Петков, с който е бил в постоянна връзка. За това и селото плаща своя кървав дан. През 1877 г. селото е обградено и в плевнята и къщата на Люцкан Петков е посечено голяма част от населението на селото. Този плевник с обгорели стени е стоял като свидетел на турските зверства дълго време, а клането е възпято в народна песен „Задали ми се задали черкези и башибозуци от Ени Зара из пътя". По-късно по този повод наш съселянин Христо Тонев Петков написа две пиеси: „Клането в Дуванджии" и „Нечисто имане". Благодарение на този човек, който беше общественик и самодеец, тези пиеси бяха поставени на сцената на читалището. Повечето от декорите за пиесите са изработени от него.
През 1923 год. с решение на Министерството на просвещението е образувано читалище „Напредък", което първаначално се помещава в една малка стая. По-късно през 1965/ 1970 година е построена сграда на читалището.
През 1926 год. е построен паметник на загиналите войници във войните – 1912/1913 и 1915/1918 г.
През 1938 го е построено училището.
През 1939 год. е построена църквата.
През 1949 год. електрифицират селото.
През 1982 год. е построена Здравната служба.